# Kometa Howard-Koomen-Michels
Kometa Howard-Koomen-Michels, oficjalna nazwa C/1979 Q1 (SOLWIND) – kometa jednopojawieniowa, należąca do grupy komet muskających Słońce, która 30 sierpnia 1979 roku zderzyła się ze Słońcem. Zderzenie to zaobserwował satelita wojskowy „Solwind” (P78-1) w dniach 30 i 31 sierpnia 1979 roku, lecz odkryli je dopiero dwa lata później R. Howard, N. Koomen i D.J. Michels, opracowując uzyskane przez satelitę obrazy korony słonecznej.
W momencie uwidocznionym na zdjęciach kometa poruszała się z prędkością 284 (±12) km/s. Jej peryhelium znajdowało się w odległości 0,35 R☉ od środka Słońca, a więc pod jej powierzchnią.
Była to pierwsza kometa odkryta przez satelitę obserwacyjnego oraz pierwsza kometa, którą zaobserwowano podczas zderzenia ze Słońcem.